# Дундиха
Дундиха — упразднённое село в Троицком районе Алтайского края. Входило в состав Петровского сельсовета. Упразднено в 1982 г.

## География
Село располагалось в верховье ручья впадающего в болото Сухое, в 9 км к северо-востоку от села Озеро-Петровское.

## История
Основано в 1918 году. В 1926 году посёлок Дундиха состоял из 212 хозяйств, действовала школа I ступени. В административном отношении являлось центром Дундихинского сельсовета Больше-Реченского района Бийского округа Сибирского края.
Решением Троицкого райисполкома от 19.11.1982 г. № 182 село Дундиха исключено из учётных данных.

## Население
По переписи 1926 г. в посёлке проживало 1055 человек, в том числе 507 мужчин и 548 женщин. Национальный состав — русские.